# Cephonodes unicolor
Cephonodes unicolor är en fjärilsart som beskrevs av Rothschild 1896. Cephonodes unicolor ingår i släktet Cephonodes och familjen svärmare. Inga underarter finns listade i Catalogue of Life.